# Стіч (скульптура)

Меморіальна скульптура «Стіч», присвячена Ігорю Воєводіну

Меморіальна скульптура «Стіч» — скульптура в ботанічному саду імені академіка Олександра Фоміна поблизу Київського національного університету, присвячена Ігорю Воєводіну (позивний «Стіч»). Відкрита 14 березня 2024 року, у День українського добровольця.
Стіч постає на скульптурі у нехарактерному для нього образі — веселий мультяшний персонаж одягнений у бронежилет і військову амуніцію. Іншими словами, скульптуру виконано як фігуру військового з головою мультиплікаційного персонажа.
Воєводін Ігор Олегович (нар. 9 квітня 2003 — пом. 19 серпня 2023 поблизу м. Кремінна Луганської області), позивний Стіч — студент 4-го курсу КНУ імені Тараса Шевченка, воїн-доброволець, снайпер 12 бригади спецпризначення «Азов». Нагороджений орденом «За мужність» III ступеню (посмертно).
Автори скульптури: Остап Ковальчук, Олексій Пергаменщик та Тамара Грабовська.